# Gu-Chu-Sum
Gu-Chu-Sum of de Tibetaanse Gu-Chu-Sum-beweging is een niet-gouvernementele organisatie die werd opgericht door voormalige politieke gevangenen van de Tibetaanse vrijheidsbeweging op 27 september 1991 in McLeod Ganj bij Dharamsala, in de Noord-Indiase staat Himachal Pradesh. Gu-Chu-Sum ondersteunt Tibetanen in gevangenschap en helpt ex-gevangenen die in verbanning leven. De beweging wordt ondersteund door Tenzin Gyatso (de dalai lama), de Tibetaanse regering in ballingschap en de Indiase regering. Gu-Chu-Sum telde in 2009 430 leden die allen voorheen politieke gevangene zijn geweest.
Gu, Chu en Sum zijn de namen van de drie getallen die coresponderen met de drie maanden waarin de grootste demonstraties in Lhasa plaatsvonden: Gu: 9 (september), Chu: 10 (oktober) en Sum: 3 (maart). De demonstraties vonden plaats op 27 september 1987, 1 oktober 1987 en 5 maart 1988. Als gevolg van deze demonstraties werden monniken opgepakt door het Chinese leger. De gevangengenomen monniken werden gemarteld en aan dwangarbeid onderworpen met karige rantsoenen. Hieronder bezweken veel gevangenen. Volgens de organisatie zijn er anno 2008 130 gewetensgevangenen in Chinese gevangenissen in Tibet die lijden onder marteling, kou en uithongering.
De voorzitter is sinds 2004 Ngawang Woebar; hij was ervoor vicevoorzitter.